# 騎士莊園
騎士莊園（Domaine de Chevalier）是一間著名的波爾多葡萄酒酒莊，位於法國格拉夫的佩萨克-雷奥良產區Pessac-Léognan。莊園自1770年起開始種植，19世紀曾經被夷為平地，後來由黎卡德家族重新種植，經過易手後，現時由奧利弗·伯納持有。